# غوانغجونغ ملك غوريو
غوانغجونغ ملك غوريو هو ملك غوريو الرابع. ولد في سنة 925 ومات في 4 يوليو 975 (23 مايو بالتقويم القمري)، وحكم من سنة 949 إلى سنة 957. اسمه الشخصي وانغ سو، اسمه بعد الوفاة الملك هونغدو سونيول بيونغسي دايسونغ العظيم عرف الملك غوانغجونغ بسحق معارضيه السياسيين وخلق جو من الخوف بين السياسيين في مملكته.
شهدت غوريو تغيراً كبيراً عند صعوده للعرش. في بداية حكمه تعامل الملك مع النبلاء بشكل سلبي وما لبث تعامله معهم بالتغير نحو الأسوء. ذكر السياسي تشوي سنغ رو أن فترة حكم غوانغجونغ يمكن تقسيمها إلى ثلاثة فترات هي: تلمس الطريق كفترة أولى، تعزيز القوة الملكية كفترة ثانية، وتطهير المملكة كفترة ثالثة.

## حكمه

### الفترة الأولى: فترة الالتماس
تكونت غوريو في مراحلها الأولى من نقابة تتضمن العديد من العشائر القوية. علاوة على ذلك، كانت العديد من هذه العشائر من القوى الداعمة للملك. لم يكن من السهل بالنسبة للملك غوانغجونغ أن يعزز سلطته، ولكنه بدأ بإيجاد الطريق. قام الملك بدراسة شينغوانشينغياو لمعرفة طريقة تعزيز سلطته. استطاع الملك الحصول على دعم العامة بواسطة دعم البوذية.

### الفترة الثانية: فترة تعزيز القوة
تركزت إصلاحات غوانغجونغ على تعزيز وتقوية السلطة الملكية. بدأ الملك بطرد العشائر القوة من بلاط غوريو الملكي. بعد ذلك أحضر سانغ غي والعديد من المتجنسين من الصين إلى بلاطه وبدأ إصلاحات شديدة. أصدر الملك قانون تحرير العبيد (노비안검법 | 奴婢按檢法) في سنة 958. ثم أنشأ اختبارات الخدمة المدنية الوطنية في نفس السنة. ساعدت الاختبارات الوطنية للخدمة المدنية في إنعاش البلاط الملكي وتقديم وجوه جديدة أدت لطرد العشائر القوية.

### الفترة الثالثة: فترة التطهير
بعد الإصلاحات التي أجراها الملك، ونتيجة لموقفه العدواني من العشائر القوية التي لم تكن سعيدة بالوضع، فإنهم عرفوا أن الملك قد يقوم بعملية تطهير للمملكة. بعد تفاقم الوضع، زادت نوايا التمرد والثورة. فطن الملك للأمر وقام بإعدامهم قبل أن يتمردوا، ومن أمثلهم الأمير  هنغهوا و الأمير غيونغتشنوون.

### الوفاة
أصيب الملك بمرض خطير في شهر يوليو من سنة 975 وتوفي بعد أيام قليلة في الرابع من يوليو.

## الأسرة
- الأب: الملك تايجو (고려 태조 | 高麗 太祖).
- الأم: الملكة شنميونغ سنسونغ (신명순성왕태후 | 神明順成王太后).
  - الزوجة: الملكة دايموك من عشيرة هوانغبو (대목왕후 황보씨).
    - الابن الأكبر: الملك غيونغجونغ ملك غوريو الخامس (국왕 경종 | 景宗) ولد في 955 ومات في 981، حكم من 975 إلى 981.
      - حفيد: الملك موكجونغ (목종 | 穆宗) ولد في 980 ومات في 1009، حكم من 997 إلى 1009 - ملك غوريو السابع.

    - الابن الثاني: الأمير هيوهوا (효화태자 | 孝和太子).
    - ابنة: السيدة تشونتشوجون (천추전부인 | 千秋殿夫人).
    - ابنة ثانية: سيدة القصر بوهوا (보화궁부인 | 寶華宮夫人).
    - الابنة الثالثة: الملكة مندوك (문덕왕후 | 文德王后) - زوجة الملك سونغجونغ.
      - حفيدة: الملكة سونجونغ (선정왕후 | 宣正王后) - زوجة الملك موكجونغ الأولى.

  - محظية: سيدة القصر غيونغهوا من عشيرة إم (경화궁부인 임씨 | 慶和宮夫人) - ابنة الملك هيجونغ (혜종 | 惠宗).

## التصوير الحديث
- 《تايجو وانغ غون》(كي بي إس، 2000 ~ 2002، قام بدوره الممثل تشي وو.
- 《إمبراطورية الصباح》(كي بي إس، 2002 ~ 2003، قام بدوره الممثل: كم سانغ جنغ.
- 《الإمبراطورة تشونتشو》(كي بي إس، 2009، قام بدوره الممثل: جونغ سنغ وو.
- 《أحباء القمر - القلب القرمزي ريو》 (2016)SBS, قام بدوره الممثل: لي جون كي